# 产鬼
产鬼中国传说的妖怪，有两种说法，一个是妇人因难产死去变的鬼，另一种说法是会在临产时祸害死产妇的鬼怪。前义记载见《搜神记·诸仲务女》: “诸仲务一女显姨，嫁为米元宗妻，产亡于家。俗闻产亡者以墨点面。其母不忍，仲务密自点之，无人见者。亦有说法产妇鬼会为了自己的孩子，上街去买食物来喂养。
在民间信仰里认为难产是鬼神作祟，除了要拜祭催生娘娘，还要驱赶产鬼。清人许叔平《里乘》卷五有讲制产鬼的方法。模样像一般人妇女，但是喉部有一条红线，会让产鬼进入产妇腹内，栓住产妇胞胎，让产妇无法生产。传说产鬼怕雨伞，把一个伞放门后，产鬼就不敢进屋。但是产鬼还能爬上屋顶，从屋顶上把红丝垂到产妇腹中，然后用红丝系住胎儿再抽紧几次，就会置产妇于死地。这时就要再在产妇床顶撑一把伞，产鬼就毫无办法了
传说用朱砂在黄纸“敬忘敬遗”四个字，或一张纸写“敬忘”二字然后另一张纸写“敬遗”二字，帖在产妇床对面，要产妇不停地念四字。这样就会“立产”。另说钟馗纸灰能治产鬼。

## 出处
《搜神记·诸仲务女》：“诸仲务，一女，显姨，嫁为米元宗妻，产亡于家。俗闻，产亡者，以墨点面。其母不忍，仲务密自点之，无人见者。元宗为始新县丞，梦其妻来，上床，分明见新白，面上有黑点。”此必是产鬼。
清·许奉恩《里乘》言某一乡人名毕酉在外做工，其妻将临产，每夜必归家宿。一天晚上回家途中遇一妇人。闲聊中，得知此妇即鬼，听说乡人妻将临产，欲找其当替身。乡人不敢泄露真实身份，佯装欢笑向鬼祝贺，随后打听到了劾治鬼的办法。到家后，妻正腹痛，他立张两顶雨伞，使鬼无处下手。未几，妻产一儿。鬼大怒，知己伎俩被泄露，愤怒而去。
唐段成式《酉阳杂俎·卷十四·诺皋记上》“语忘、敬遗，二鬼名，妇人临产呼之，不害人。长三寸三分，上下乌衣。”
《夷坚丙志·卷十六·会稽仪曹廨》所叙产鬼“罗衫而粉裳”，该家小儿看见鬼坐其母亲装梳处理发；老妪则见其“在窗外折桃花一枝，簪于冠，笑而入”。世传鬼畏桃花，产鬼似是例外。与产妇有关的鬼怪有二：“语忘”和“敬遗”。
《夷坚甲志·卷五·蒋通判女》，“踞坐蹋床上，背面不语。审视盖一妇人，戴圆冠，著淡碧衫，系明黄裙，状绝短小，久之不动。”符默诵咒语，鬼“遽掀幕而出”。符又再梦“前人径登床，枕其左肩，体冷如冰石”，自言蒋通判女，产亡于此。强符与合，符力拒之而醒。
清纪昀《阅微草堂笔记·卷五》为造成难产的鬼：“道书载有二鬼，一曰语忘，一曰敬遗，能使人难产。”